# Spoorlijn Kiel - Flensburg
De spoorlijn Kiel - Flensburg is een Duitse spoorlijn is als spoorlijn 1020 tussen Kiel-Hassee en Flensburg onder beheer van DB Netze.

## Geschiedenis
Door op 13 juni 1878 opgerichte spoorwegonderneming Kiel-Eckernförde-Flensburger Eisenbahn-Gesellschaft (KEFE) werd het traject in fases geopend.
- 1 juli 1881: Kiel - Eckernförde
- 21 december 1881: Eckernförde - Flensburg Kieler Bahnhof

In 1894 is ter hoogte van Suchdorf de lijn omgelegd ten behoeve van het Noord-Oostzeekanaal. In 1927 is in Flensburg de lijn verlegd naar het nieuwe station.

## Treindiensten

### Deutsche Bahn
De Deutsche Bahn verzorgt het personenvervoer op dit traject met RE en RB treinen. Deze dienst wordt uitgevoerd door DB Regio Nord.
| Serie | Treinsoort                      | Route                                                                 | Bijzonderheden |
| ----- | ------------------------------- | --------------------------------------------------------------------- | -------------- |
| RE 72 | RegionalExpress (DB Regio Nord) | Kiel Hbf – Eckernförde – Süderbrarup – Flensburg                      |                |
| RB 73 | Regionalbahn (DB Regio Nord)    | Kiel Hbf – Kiel-Hassee CITTI-PARK – Gettorf – Suchsdorf – Eckernförde |                |

## Aansluitingen
In de volgende plaatsen is of was er een aansluiting op de volgende spoorlijnen:
Kiel-Hassee
DB 1021, spoorlijn tussen Kiel-Hassee en Kiel West
DB 1022, spoorlijn tussen Kiel en Osterrönfeld
DB 1031, spoorlijn tussen Meimersdorf en Kiel-Hassee
Suchsdorf
DB 9105, spoorlijn tussen Suchsdorf en Kiel-Wik
Neuwittenbek
DB 9104, spoorlijn tussen Neuwittenbek en Kiel-Schusterkrug
Gettorf
lijn tussen Gettorf en Stohl
Süderbrarup
DB 9102, spoorlijn tussen Schleswig Altstadt en Kappeln
Flensburg
DB 1002, spoorlijn tussen Flensburg en Flensburg havens oost
DB 1005, spoorlijn tussen Flensburg en aansluiting Friedensweg
DB 1040, spoorlijn tussen Neumünster en Flensburg